# Diadegma melanium
Diadegma melanium là một loài tò vò trong họ Ichneumonidae.